# Herb Ożarowa
Herb Ożarowa – jeden z symboli miasta Ożarów i gminy Ożarów w postaci herbu.

## Wygląd i symbolika
Herb przedstawia w złotej tarczy herbowej godło herbu Rawicz: na idącym niedźwiedziu czarnym siedząca dziewczyna z czarnymi włosami, z otwartymi ramionami, w czerwonej sukni i złotej koronie na głowie.